# NGC 435
NGC 435 là một thiên hà xoắn ốc thuộc loại SAB (s) d: nằm trong chòm sao Kình Ngư. Nó được phát hiện vào ngày 23 tháng 10 năm 1864 bởi Albert Marth. Nó được Dreyer mô tả là "cực kỳ mờ nhạt, nhỏ bé, kéo dài".